# Emmanuel de Silva-Tarouca
Emmanuel de Silva-Tarouca (Lisbonne, 17 septembre 1691 - Vienne, 8 mars 1771) est un gentilhomme portugais au service de l'Autriche qui fut un conseiller officieux et un ami proche de l'impératrice Marie-Thérèse.

## Biographie

### Au service de l'Autriche
Emamnuel Tellez da Silva de Menezes y Castro, comte de Silva-Tarouca, est le fils de l'ambassadeur du Portugal à Vienne. Il s'engage dans l'armée autrichienne et combat les Turcs sous les ordres du comte Guido Starhemberg en 1716/1717. De retour à la cour, il gagne la confiance de l'empereur Charles VI du Saint-Empire. Il assiste à la naissance de l'archiduchesse Marie-Thérèse le 13 mai 1717.

### Une princesse aux abois
L'empereur, qui attendait un fils, est déçu. Il espérera jusqu'à sa mort en 1740 la naissance de l'enfant mâle qui ne viendra pas et devra transmettre ses États héréditaires à Marie-Thérèse. Cependant, si l'archiduchesse reçoit l'éducation d'une jeune femme de son rang, elle n'est pas initiée à la politique ni à l'art de gouverner un État. Ce n'est que peu avant sa mort que l'empereur confiera au comte de Silva-Tarouca la charge importante d'initier la jeune princesse aux affaires politiques de l'État.

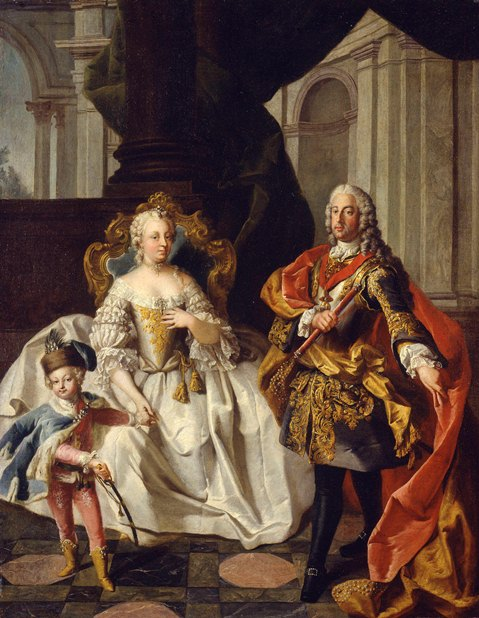
Le couple impérial et le Kronprinz(Palko, 1746)

L'archiduchesse ceint la couronne en octobre 1740. À 23 ans, elle est une jolie mère de famille très amoureuse de son mari, François-Étienne de Lorraine, mais qui n'a pas encore donné le jour au fils qui consoliderait son pouvoir et sa dynastie. À part les rudiments que lui a enseignés le comte de Silva-Tarouca, elle ne possède aucune expérience politique.
La jeune souveraine doit faire face à une coalition européenne de princes qui, parce qu'ils sont ses parents, souhaitent démembrer ses États à leur profit. L'armée autrichienne est désorganisée. Le trésor est vide. Les vieux ministres du feu empereur rendent hommage à la beauté de leur jeune souveraine mais la respectent à peine, voire lui parlent avec hauteur.
Marie-Thérèse se révèlera une femme de tête, sachant s'entourer d'hommes compétents et fidèles. Parmi eux, le comte de Silva-Tarouca dont elle apprécie la fidélité et la franchise.
Depuis son cabinet, elle mène la guerre sur tous les fronts. Elle réussit à conserver ses possessions (sauf la Silésie et le duché de Parme) et à faire élire son mari empereur en 1745. Pour toute l'Europe admirative, elle est désormais « L'impératrice ».

### L'ami de l'impératrice
Ayant gagné la confiance du défunt empereur Charles VI, Silva-Tarouca saura aussi conserver celle de sa fille.
Marie-Thérèse, consciente de ses lacunes, lui demandera d'établir et de superviser un plan d'étude et de travail. La jeune femme trouve dans ce gentilhomme portugais de 26 ans son aîné un substitut paternel en qui elle a suffisamment confiance pour se permettre de lui demander d'oser la critiquer sans détour (mais en privé). Fils de diplomate, le comte saura mettre les formes sans négliger la franchise. Il devient un conseiller sans portefeuille défini, une sorte d'éminence grise, ce qui générera quelques jalousies et ragots de la part des ministres en place.
Le comte n'en exerce pas moins des charges officielles : en 1740, il est nommé président du conseil des Pays-Bas autrichiens puis de 1744 à 1749, directeur des bâtiments impériaux.
Il décède en 1771 à l'âge de 80 ans.

### Alliance et postérité
Né en 1691, le comte de Silva-Tarouca épouse en 1740 Jeanne-Amélie de Schleswig-Holstein-Sonderbourg-Beck (3 décembre 1719 - 30 octobre 1774), fille de Frédéric-Guillaume Ier de Schleswig-Holstein-Sonderbourg-Beck, tombé à la bataille de Francavilla le 16 juin 1719 et de Maria-Antonietta di Sanfré, qui lui donnera deux enfants aux prénoms révélateurs :
- Marie-Thérèse (30 décembre 1741-?) épouse François-Joseph, comte de Wurmbrand-Stuppach (4 avril 1737-9 mars 1806)
- François-Étienne (Franz-Stephan) (30 janvier 1750-5 mars 1797) épouse Marie-Christine de Schönborn-Heussenstamm (20 septembre 1754 - 25 août 1797)